# Montagne
Montagne là một đô thị ở tỉnh Trento ở vùng Trentino-Alto Adige/Südtirol của Ý, tọa lạc cách 30 km về phía tây của Trento. Tại thời điểm ngày 31 tháng 12 năm 2004, đô thị này có dân số 293 người và diện tích là 12,2 km².
Đô thị Montagne có các frazioni (đơn vị trực thuộc, chủ yếu là các làng) Cort, Larzana and Binio.
Montagne giáp các đô thị: Ragoli, Spiazzo, Bocenago, Pelugo, Stenico, Villa Rendena, Vigo Rendena, Darè và Preore.